# Златибор у праисторији
Споменици материјалне културе указују да су на Златибору постојала ретка праисторијска насеља неолитског и енеолитског доба, смештена у сенкама густих шума или поред брзих планинских потока и речица. Остаци ове културе, којој печат даје орнаментисана керамика, срећу се на пребивалиштима тадашњих људи, пећинама и стрмим висовима, који данас носе назив градине.
Вероватно једно од најстаријих насеља овог периода налазило се на северним обронцима Златибора, у стапарској пећини Мегари. Археолошка испитивања њене унутрашњости нису вршена, а на постојање неолитског насеља указује једино њено топографско име (Мегарон на старогрчком језику значи стан).
Међутим, недалеко од пећине на Стапарској градини извршена су систематска ископавања, где су у вишеслојном насељу нађене камене секире, кремени ножићи, пепео и кости заједно са грнчаријом, што непобитно указује да је припадала периоду пуне и касне неолитске културе. На истом локалитету пронађена је и некропола из бронзаног и раног гвозденог доба.
И на територији Златибора постоји неколико градина (чајетинска, криворечка и шљивовачка) за које се верује да припадају истој култури и временском раздобљу, али на њима археолошка испитивања нису вршена. На основу неколико налаза, једино се за Шљивовачку градину може претпоставити, али не и тврдити, да припада неолиту.
Први познати становници Златибора били су Илири, односно њихово племе Партини, које је насељавало ширу ужичку околину. По читавом овом крају, изузев његов централни део, оставили су многобројне хумке за које у народу постоји предање да су грчке. Од старијих људи обично се може чути оваква прича: „Овде су некада живели Грци, али једне године када је о Светом Илији пао снег, напустили су Златибор и своје умрле у овим малим гробљима“. Како су Грци својом колонизаторском политиком били везани за приморске крајеве, а не за дубљу унутрашњост, ово предање се не може односити на њих, већ на Илире. Партини, номадски сточари, чим би пао снег, морали су силазити са стоком у топлије крајеве.
Археолошка истраживања у западној Србији ни до данас нису открила илирска насеља било каквог другог карактера осим градине. Одсуство таквих насеља представља још увек необјашњен феномен, који се за сада недовољно оправдано тумачи номадским начином живота старих Илира. Стога су њихова култура и живот проучавани искључиво на материјалу из тумулуса, а њих у овом крају има веома много.
Недалеко од Криворечке градине, на месту Вишевини, налази се низ од преко десет тумулуса који нису једини у овом селу. На том локалитету, јуна 1952. године, вршена су археолошка ископавања под руководством Драге Гарашанин, кустоса Народног музеја у Београду. Истраживања су показала да се ради о заједничким гробницама у којима се налазило и по 12 гробова, али начин сахрањивања је био различит, па се претпоставља да између њих постоји временска разлика. У хумкама је сахрањен већи број ратника, заједно са копљима, којих је негде било и више уз једног покојника, и земљаним судовима у којима је била смештена храна. Нађен је и известан број урни, великих судова са остацима спаљеног покојника, а негде је пронађено и место где је извршен обред спаљивања.
Треба напоменути да су накитом и другим металним предметима, нарочито дугметима за одело, обиловали сви гробови на Вишевини. Из једног женског гроба ископан је бронзани појас од 18 чланака са копчама за закопчавање, затим фибуле за учвршћивање одела, двоје игле, спирално увијени украси за косу, па чак и једна златна дечја наруквица. Посебно је био занимљив један гвоздени штит. Вредно је помена да се на једном копљу сачувао и комад текстила којим је оно било причвршћено за дршку. Материјал ископан на Вишевини припада периоду VI века пре нове ере, а по својој вредности раван је ономе из познатих илирских хумки на Гласинцу.
Недалеко од Вишевине, на средини села, налази се Криворечка градина. Мада је прилично ниска, прилаз видљивим темељима некадашњих бедема веома је неприступачан. Утврђење, великих размера и облика неправилног круга, зидано је слагањем ситног тесаног камена. Овде су у плитком слоју и на површини нађени фрагменти грнчарије и два нуклеуса, велика камена са којих су одбијани комади за стрелице.
И у осталим златиборским селима налазе се слична илирска гробља, као у Кремнима, недалеко од Мисаиловића кућа и на једном ширем терену од Љубиша до Мушвета. Читаво Бранешко поље покривено је тумулусима, а само на простору од Сувопоља до задружног дома у Саиновини има их 24. Покојници ових некропола имали су утврђење лоцирано на Шљивовачкој градини, усамљеном и купастом брду надморске висине 900 метара. Због своје неприступачности, одличног прегледа, добре воде и плодног Бранешког поља, то је било идеално место за изградњу утврђења. Мања цитадела на самом врху, сада само у остацима, грађена је од ломљеног камена. Цео околни простор од подножја па до врха утврђен је са три сува камена прстенаста зида који окружују градину. Према фрагментима грнчарије са површине, оних у слоју хумуса и непосредно испод њега, поуздано се може констатовати да је градина била станиште неког илирског племена.
Поред археолошких налаза у тумулусима и градинама, по Константину Јиричеку и Мирку Поповићу, чак и неки географски називи овога краја, као Негбина, Чигота и Муртеница, потичу од Илира.